# Daisy Jepkemei
Daisy Jepkemei (ur. 25 października 1996) – kenijska lekkoatletka, biegaczka długodystansowa, od stycznia 2022 reprezentująca Kazachstan.

## Osiągnięcia
| Rok  | Impreza                                   | Miejsce   | Konkurencja                   | Pozycja     | Wynik    |
| ---- | ----------------------------------------- | --------- | ----------------------------- | ----------- | -------- |
| 2012 | Mistrzostwa świata juniorów               | Barcelona | bieg na 3000 m z przeszkodami | 1. miejsce  | 9:47,22  |
| 2013 | Mistrzostwa Afryki juniorów młodszych     | Warri     | bieg na 3000 m                | 2. miejsce  | 9:17,69  |
| 2013 | Mistrzostwa Afryki juniorów młodszych     | Warri     | bieg na 2000 m z przeszkodami | 1. miejsce  | 6:24,52  |
| 2013 | Mistrzostwa świata juniorów młodszych     | Donieck   | bieg na 2000 m z przeszkodami | 2. miejsce  | 6:15,12  |
| 2014 | Mistrzostwa świata juniorów               | Eugene    | bieg na 3000 m z przeszkodami | 3. miejsce  | 9:47,65  |
| 2015 | Mistrzostwa świata w biegach przełajowych | Guiyang   | bieg juniorek                 | 4. miejsce  | 19:59    |
| 2015 | Mistrzostwa świata w biegach przełajowych | Guiyang   | drużyna juniorek              | 2. miejsce  |          |
| 2016 | Mistrzostwa Afryki w biegach przełajowych | Jaunde    | bieg seniorek                 | 5. miejsce  | 31:29    |
| 2016 | Mistrzostwa Afryki w biegach przełajowych | Jaunde    | drużyna seniorek              | 1. miejsce  |          |
| 2022 | Mistrzostwa świata                        | Eugene    | bieg na 3000 m z przeszkodami | eliminacje  | 9:23,07  |
| 2023 | Mistrzostwa Azji                          | Bangkok   | bieg na 3000 m z przeszkodami | 7. miejsce  | 10:19,19 |
| 2023 | Mistrzostwa świata                        | Budapeszt | bieg na 3000 m z przeszkodami | eliminacje  | 9:46,23  |
| 2023 | Igrzyska azjatyckie                       | Hangzhou  | bieg na 5000 m                | 8. miejsce  | 15:54,98 |
| 2023 | Igrzyska azjatyckie                       | Hangzhou  | bieg na 3000 m z przeszkodami | 5. miejsce  | 9:47,53  |
| 2024 | Mistrzostwa świata w biegach przełajowych | Belgrad   | bieg seniorek                 | 6. miejsce  | 32:04    |
| 2024 | Igrzyska olimpijskie                      | Paryż     | bieg na 10 000 m              | 17. miejsce | 31:26,55 |
| 2024 | Igrzyska olimpijskie                      | Paryż     | bieg na 3000 m z przeszkodami | eliminacje  | 9:24,69  |
| 2025 | Mistrzostwa Azji                          | Gumi      | bieg na 10 000 m              | 1. miejsce  | 30:48,44 |
| 2025 | Mistrzostwa Azji                          | Gumi      | bieg na 3000 m z przeszkodami | 3. miejsce  | 9:27,51  |

## Rekordy życiowe
- bieg na 3000 metrów (hala) – 8:49,87 (2025) rekord Kazachstanu
- bieg na 5000 metrów – 14:45,69 (2022) rekord Kazachstanu
- bieg na 10 000 metrów – 30:48,44 (2025)
- bieg na 3000 metrów z przeszkodami – 9:06,66 (2019)
- półmaraton – 1:10:08 (2025) rekord Kazachstanu